# Temple (stanice metra v Londýně)

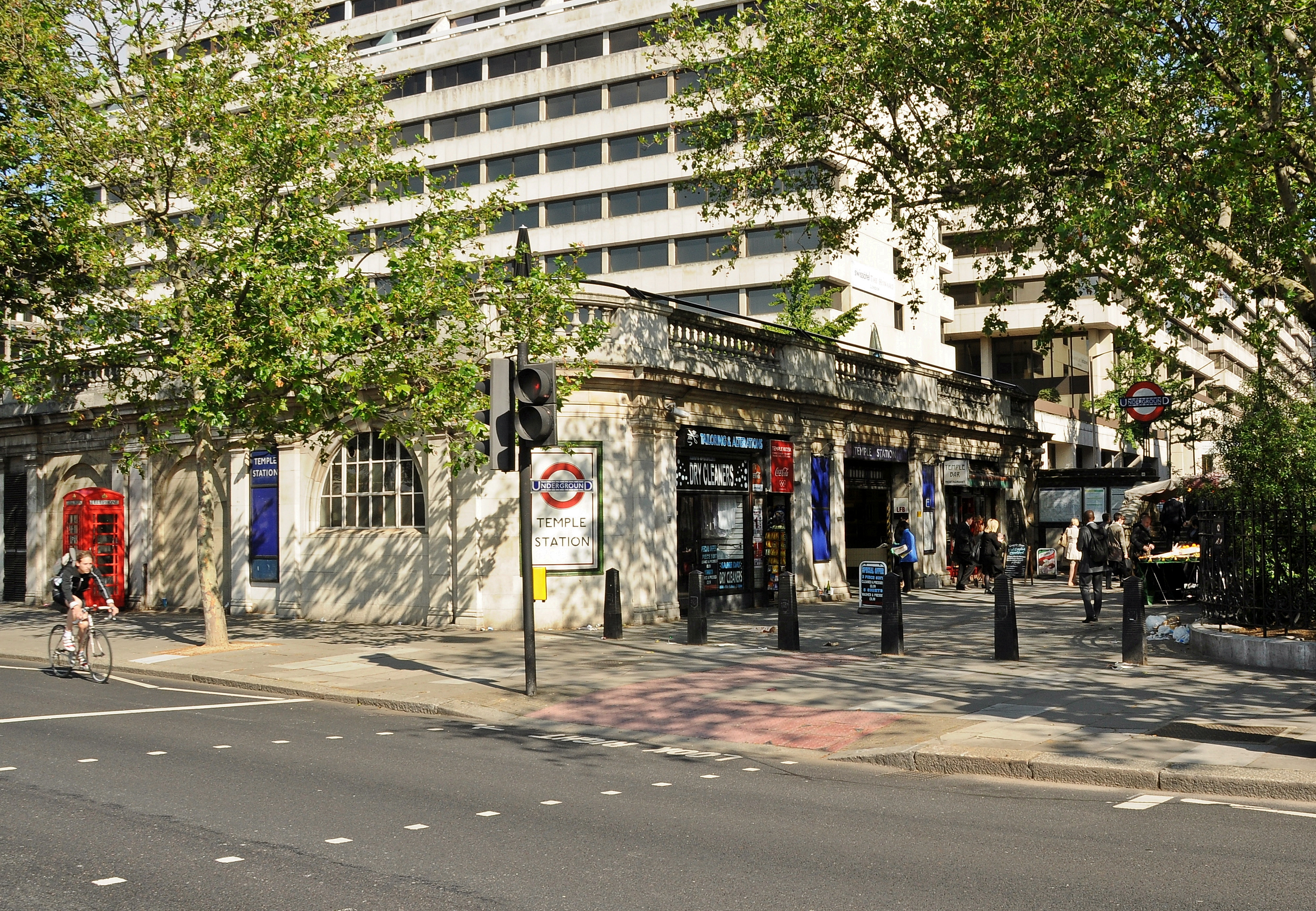
Temple

Temple je stanice londýnského metra, otevřená v roce 1870. Nachází se na lince :
- District Line a Circle Line mezi stanicemi Embankment a Blackfriars.

Ročně odbaví cca 8 milionů cestujících.